# Vítia (mare de Gai Fufi)
|  | Per a altres significats, vegeu «Vítia». |

Vítia (en llatí Vitia) va ser la mare de Gai Fufi Gemine o Gemí.
Va morir executada per orde de Tiberi l'any 32 perquè havia lamentat l'execució del seu fill que havia estat cònsol el 29, segons diu Tàcit.